# Гормизд (папа римский)
Гормизд (лат. Hormisdas PP.; ? — 6 августа 523) — папа римский с 20 июля 514 года по 6 августа 523 года. Занимал важные посты при Симмахе. Гормизду удалось преодолеть длительный раскол в отношениях с Константинополем — акакианскую схизму, добившись подписания патриархом т. н. libellus Hormisdae. Это произошло после того, как императором Византии стал Юстин I.

## Биография
Гормизд родился в знатной семье в итальянском городе Фрозиноне, Кампания. До принятия сана был женат, его сын Сильверий тоже стал римским папой. Во время Лаврентьевской схизмы Гормизд был одним из самых верных сторонников Симмаха. Он был нотариусом на синоде, состоявшемся в соборе Святого Петра в 502 году.
В отличие от своего предшественника Симмаха, избрание Гормизда прошло без каких-либо инцидентов. Одним из первых действий Гормизда на посту папы было удаление последних остатков раскола из Рима, вернув в лоно Церкви отлученных приверженцев Лаврентия. «Раскол держался в основном на личной ненависти к Симмаху», — пишет историк Джеффри Ричардс, — «которая на Гормизда, по-видимому, не распространилась».
Судя по Liber Pontificalis, а также части его сохранившейся переписки, главные усилия Гормизда были направлены на восстановление общения между Римом и Константинополем, прерванного Акакианской схизмой. Этот раскол был следствием принятия императором Зеноном Энотикона и поддерживался его преемником Анастасием I, который все больше и больше склонялся к монофизитству и преследовал епископов, которые отказывались отречься от решений Халкидонского собора.
Император Анастасий I предпринял первые шаги для преодоления этого раскола под давлением Виталиана, командующего императорской кавалерии, который, взяв на себя полномочия по защите православия, начал восстание и двинулся с войском гуннов и болгар к воротам Константинополя. Анастасий написал Гормизду 28 декабря 514 года, пригласив его на совет, который состоялся 1 июля следующего года. Второе, менее вежливое приглашение, 12 января 515 года было также послано Анастасием папе, и оно достигло Рима раньше первого. 4 апреля Гормизд ответил согласием, выражая свой восторг от перспективы мира, но в то же время защищая позицию своих предшественников. Послы с первым письмом императора достигли Рима 14 мая. Папа сдержанно вел переговоры, созвал синод в Риме и писал императору 8 июля, что готовит послов для отправки в Константинополь.

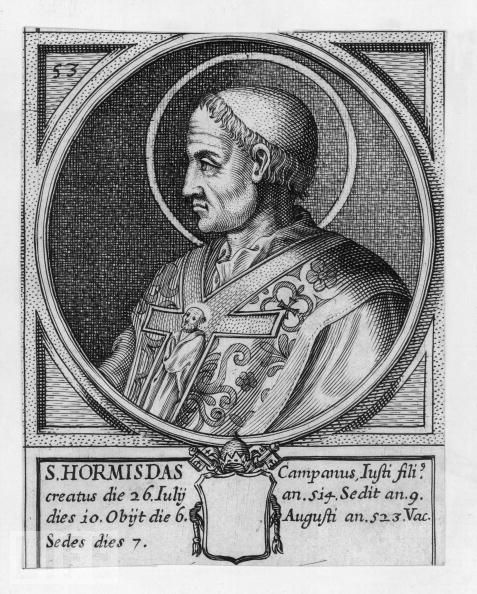
Папа Св. Гормизд

Посольство папы к императорскому двору состояло из двух епископов — Эннодия из Павии и Фортуната из Катины, а также из священника Венанция, дьякона Виталия и нотариуса Гилария. По данным преподобного Дж. Бармби, Гормизд выдвинул несколько требований: 1) император должен публично объявить о своем принятии решений Халкидонского Собора; 2) восточные епископы должны сделать публичное заявление и предать анафеме еретиков, в том числе Акакия, со всеми их последователями; 3) все изгнанники в этом споре должны быть помилованы; 4) епископы, обвиняемые в преследовании сторонников официальной церкви, должны быть отправлены в Рим для суда. «Таким образом, император предложил свободную дискуссию в совете, а папа требовал безоговорочного принятия официальной доктрины и представления о себе как о главе христианского мира, прежде чем он вообще начнет дискуссию».
Имперское посольство из двух высоких гражданских чиновников прибыло в Рим с письмом, целью которого было убедить сенаторов выступить против Гормизда. Однако Сенат, а также король Теодорих, остались верны папе. Между тем Гормизд получил сообщение от Авита Вьеннского о том, что ряд балканских епископов вступили в отношения с Римом, а епископ Иоанн Никопольский, который также был архиепископом Эпира, прекратил общение с Константинополем и возобновил его с Римом.
Второе папское посольство, состоявшее из Эннодия и епископа Перегрина из Мисенума, было столь же неудачным, как и первое. Анастасий даже пытался подкупить легатов, но безуспешно. К тому времени Виталиан был разгромлен, а его сторонники казнены, и Анастасий объявил 11 июля 517 года, что прекращает переговоры. Но менее чем через год император умер. Liber Pontificalis утверждает, что он был поражен ударом молнии. Его преемник, Юстин I, сразу же отменил нововведения Анастасия. Все требования Гормизда были им удовлетворены: имя патриарха Акакия, а также императоров Анастасия и Зенона были вычеркнуты от церковных диптихов, а патриарх Константинопольский Иоанн II принял формулу Гормизда. Некоторые утверждают, что он сделал это с некоторыми оговорками. Этот аргумент основан на следующей цитате:

«Я заявляю, что Престол апостола Петра и Престол этого имперского города являются одним целым.»— Dvornik, F., (1966) Byzantium and the Roman Primacy, (Fordham University Press, NY), p.61
Очевидна двусмысленность формулировки: единство не означает равенство. Например, из Священного Писания ясно, что Христос и члены Его Церкви духовно едины, но кто может сказать, что члены Церкви равны Христу? Следовательно, эта цитата не может быть основанием для заявления о равенстве двух Престолов. Кроме того, несмотря на принятие требований, Восток продолжал игнорировать папские требования, так и не осудив Акакия. 28 марта 519 года в соборе в Константинополе в присутствии большой толпы был объявлен конец раскола.
Гормизд был причислен к лику святых, католики считают его покровителем конюхов.